# ダイバー (KANA-BOONの曲)
「ダイバー」は、KANA-BOONの楽曲で、メジャー7枚目のシングル。2015年8月5日にKi/oon Musicから発売された。

## 概要
前作「なんでもねだり」から約3か月ぶりのリリースとなる。表題曲「ダイバー」は、同年8月7日に公開のアニメ映画『BORUTO -NARUTO THE MOVIE-』の主題歌に起用されており、カップリングの1曲である「スパイラル」は、PlayStation 4用ゲーム『NARUTO -ナルト- 疾風伝 ナルティメットストーム4』のオープニングテーマに起用されている。5thシングル「シルエット」以来の『NARUTO -ナルト-』関連のタイアップがついた作品であり、またKANA-BOON初の表題曲とカップリングそれぞれにタイアップが付いた作品となる。
初回生産限定盤・通常盤・「BORUTO×KANA-BOON コラボトートバッグ」付きのLoppi・HMV限定盤の3形態で発売され、初回生産限定盤にはバンドのキャラクターとなっている「アサヒレン」とその息子が描かれたCDサイズのドデ缶バッジが付属される。
ミュージック・ビデオは、横浜港シンボルタワーで撮影された。

## 評論家による評価
『MUSICA』でのレヴューでは宇野維正、池上麻衣、伊藤亜紀からなる3人のレヴューアーから評価を肯定的に受けている。そのうち池上はレビューで「懐の深さと包容力&スケール感のあるメロディ、一歩一歩確かに歩みを進めるような地に足をつけた、揺るぎなくブレのないアレンジなど、"ダイバー"は自分たちはもちろんリスナーをネクストステージへ連れて行く線動力と説得力に満ちたKANA-BOONの新たなアンセム。」と、記述しており満ちたアルバムの魅力を語っている。また、続いて伊藤がレビューを続けて書いており、「飛ぶ鳥を落とす勢いだ。この言葉に異論を唱える人はいないだろう。」とバンドの勢いを前述の例えをし、後述では「……葛藤もあるだろうに、そこを微塵とも感じさせない明るさと痛快さは、このバンド特有の親しみやすさとなり、シーンでも突き出した普遍性となった。この普遍性をさらに押し広めようというとする意志が表れているのが今作。」と普遍性についても言及、評価している。

## 収録曲
| 全作詞・作曲: 谷口鮪、全編曲: KANA-BOON。 | |        |            |      |
| #                                         | タイトル | 作詞   | 作曲・編曲 | 時間 |
| 1.                                        | 「ダイバー」(東宝系配給映画『BORUTO -NARUTO THE MOVIE-』主題歌)                                             | 谷口鮪 | 谷口鮪     | 4:33 |
| 2.                                        | 「スパイラル」(PlayStation 4用ゲーム『NARUTO -ナルト- 疾風伝 ナルティメットストーム4』のオープニングテーマ) | 谷口鮪 | 谷口鮪     | 3:02 |
| 3.                                        | 「街色」 | 谷口鮪 | 谷口鮪     | 4:15 |
| 合計時間:                                 | 合計時間:                                                                                                   | 11:50  |            |      |